# Camilo José Cela
Camilo José de Cela y Trulock (Padrón, 11 maggio 1916 – Madrid, 17 gennaio 2002) è stato uno scrittore spagnolo, esponente della Generazione del '36 e membro dell'Accademia Reale Spagnola dal 1957 fino alla sua morte.

## Biografia
Cela nacque a Padrón, nella provincia della Coruña (in Galizia), l'11 maggio 1916 da padre gallego, Camilo Crisanto Cela y Fernández, e da madre spagnola di origini inglesi ed italiane, Camila Emanuela Trulock y Bertorini. Iniziò gli studi di Medicina nell'Università Complutense e contemporaneamente partecipò ad alcune lezioni di Lettere e Filosofia all'Università di Madrid. Combatté nella Guerra civile spagnola dalla parte nazionalista, fu ferito al fronte e ricoverato in ospedale. Una volta terminata la guerra si dedicò al giornalismo e fece diversi lavori di carattere burocratico. Si sposò nel 1944 con María del Rosario Conde Picavea con la quale, due anni dopo, ebbe suo figlio Camilo José.
In mezzo ad un panorama caratterizzato dall'abbondanza di romanzi di scarsa capacità rinnovatrice, nel 1942 esce un libro di Cela di singolare importanza letteraria: La famiglia di Pascual Duarte (La familia de Pascual Duarte). Nel 1943 esce Pabellón de reposo, insieme di monologhi di tubercolosi in un sanatorio, in cui approfondisce la linea esistenzialista, che ne La famiglia di Pascual Duarte si era manifestata nella caratterizzazione della vita come qualcosa di assurdo. Nel 1948 pubblica Viaje a la Alcarria in cui descriveva, benché senza eccessiva crudezza, un mondo rurale arretrato e marginale, somigliante a quello de La famiglia di Pascual Duarte.
Il polifonico e corale L'alveare (la Colmena), l'opera più importante di Cela, inaugura il realismo sociale degli anni cinquanta. Verrà pubblicato nel 1951 a Buenos Aires, dato che la censura ne aveva proibito la pubblicazione in Spagna a causa di alcuni passaggi erotici. Sempre inquieto e desideroso di trovare nuovi sentieri narrativi, il suo successivo romanzo, Mrs. Caldwell habla con su hijo (1953), si allontana dal realismo per immergersi nella mente di una pazza che dialoga con suo figlio morto. Dopo una lunga parentesi, nel 1969 pubblica San Camilo 1936, romanzo sperimentale che, mediante un unico monologo interiore, offre una descrizione surrealista e "esperpentica" del primo giorno della guerra civile in un bordello di Madrid.
Fu nominato senatore per designazione reale nelle Cortes del 1977. La sua esperienza come senatore si concluse nel 1979 con la convocazione di nuove elezioni generali. Nel 1989 gli viene conferito il Premio Nobel per la letteratura, riconoscimento per il quale era stato proposto sin dal 1982. Le motivazioni sono: "per una prosa ricca ed intensa, che con la pietà trattenuta forma una visione mutevole della vulnerabilità dell'uomo".
Tra le sue ultime opere spiccano Mazurca para dos muertos (1983), romanzo ambientato in Galizia, e Cristo versus Arizona (1994), che continua la sua linea fortemente sperimentale. La sua ultima opera è Madera de boj che racconta la vita dei pescatori della Costa de la Muerte. La Cruz de San Andrés (1994) gli ha valso il Premio Planeta. Muore il 17 gennaio 2002 alla età di 85 anni.

## Poetica e stile
Cela possiede una visione pessimista della vita e quindi un concetto negativo del mondo (riprende in questo Pío Baroja). Nelle sue opere domina un tono crudele ed amaro. Le sue opere presentano una grande varietà: oltre ai romanzi, scrive una raccolta di poesie (Pisando la dudosa luz del dia), vari racconti, libri di viaggio e gli Apuntes carpetovetónicos, composizioni in prosa molto brevi, quasi dei "fotogramma" letterari.
In tutte le sue opere Cela presenta uno spaccato della realtà però con deformazioni espressionistiche. Per questa caratteristica appare in stretta correlazione con le greguerias di Ramón Gómez de la Serna e l'esperpento di Valle-Inclán. Il suo stile è incentrato sull'obiettività: il narratore infatti tende a sparire. Cela però non è un realista estremo, fa una rappresentazione del reale deformata dall'espressionismo.

## Curiosità
- Cela è entrato nel Guinness dei primati per la quantità di onorificenze ricevute.
- Cela interpreta la parte dell'inventore di parole nel film L'alveare (1982) di Mario Camus tratto dal suo romanzo.

## Opere

### Romanzi
- La famiglia di Pascual Duarte (La familia de Pascual Duarte) (1942; Utopia, 2020)
- Padiglione di riposo (Pabellón de reposo) (1943; Utopia, 2024)
- Nuevas andanzas y desventuras de Lazarillo de Tormes (1944)
- L'alveare (La colmena) (1951; Utopia, 2022)
- Mrs Caldwell habla con su hijo (1953)
- La catira (1955)
- Tobogán de hambrientos (1962)
- San Camilo 1936 (1969)
- Oficio de tinieblas 5 (1973)
- A tempo di mazurca (Mazurca para dos muertos) (1984)
- Izas, rabizas y colipoterras. Drama con acompañamiento de cachondeo y dolor de corazón (1984)
- Cristo versus Arizona (1988)
- Memorias, entendimientos y voluntades (1993)
- El asesinato del perdedor (1994)
- La cruz de San Andrés (1994)
- Madera de Boj (1999)

### Romanzi brevi e racconti
- Esas nubes que pasan (1945)
- Divieto di accesso ai non addetti ai lavori (El bonito crimen del carabinero y otras invenciones) (1947)
- El gallego y su cuadrilla y otros apuntes carpetovetónicos (1949)
- Timoteo el incomprendido (1952)
- Santa Balbina 37, gas en cada piso (1952)
- Il caffè degli artisti (Café de artistas y otros relatos) (1953)
- Baraja de invenciones (1953)
- Ensueños y figuraciones (1954)
- El molino de viento y otras novelas cortas (1956)
- Nuevo retablo de don Cristobita. Invenciones, figuraciones y alucinaciones (1957)
- Historias de España. Los ciegos. Los tontos (1958)
- Los viejos amigos (1960)
- Gavilla de fábulas sin amor (1962)
- El solitario y los sueños de Quesada (1963)
- Toreo de salón. Farsa con acompañamiento de clamor y murga (1963)
- Undici racconti sul calcio (Once cuentos de fútbol) (1963)
- Izas, rabizas y colipoterras. Drama con acompañamiento de cachondeo y dolor de corazón (1964)
- Nuevas escenas matritenses (1965)
- La familia del héroe (1965)
- El ciudadano de Iscariote Reclús (1965)
- La bandada de palomas (1970)
- La mancha en el corazón y los ojos (1971)
- Cinco glosas y otras tantas verdades de la silueta que un hombre trazó de sí mismo (1971)
- Balada del vagabundo sin suerte (1973)
- El tacatá oxidado. Florilegio de carpetovetonismos y otras lindezas (1974)
- Cuentos para después del baño (1974)
- Rol de cornudos (1976)
- La insólita y gloriosa hazaña del cipote de Archidona (1977)
- El espejo y otros cuentos (1981)
- Las orejas del niño Raúl (1985)
- Vocación de repartidor (1985)
- Los Caprichos de Francisco de Goya y Lucientes (1989)
- El hombre y el mar (1990)
- Torerías (1991)
- Erezioni, introduzioni e molte sensazioni (Cachondes, escarceos y otros meneos) (1993)
- La sima de las penúltimas inocencias (1993)
- La dama pájara y otros cuentos (1994)
- Historias familiares (1999)
- Cuaderno de El Espinar. Doce mujeres con flores en la cabeza (2002)

### Libri di viaggio
- Viaje a la Alcarria (1948)
- Ávila (1952)
- Dal Miño al Bidasoa (Del Miño al Bidasoa. Notas de un vagabundaje) (1952)
- Cuaderno del Guadarrama (1952)
- Judíos, moros y cristianos. Notas de un vagabundaje por Ávila, Segovia y sus tierras (1956)
- Primer viaje andaluz. Notas de un vagabundaje por Jaén, Córdoba, Sevilla, Huelva y sus tierras (1959)
- Páginas de geografía errabunda (1965)
- Viaje al Pirineo de Lérida (1965)
- Madrid. Calidoscopio callejero, marítimo y campestre de Camilo José Cela para el Reino y Ultramar (1966)
- Barcelona. Calidoscopio callejero, marítimo y campestre de Camilo José Cela para el Reino y Ultramar (1970)
- Nuevo viaje a la Alcarria (1986)
- Galicia (1990)

### Poesia
- Pisando la dudosa luz del día (1945)
- Poesía completa (1996)

### Saggistica
- Diccionario secreto (I, 1968; II, 1971)